# Rue du Lieutenant-Colpin
Pour les articles homonymes, voir Colpin.
La rue du Lieutenant-Colpin est une rue de Lille, dans le Nord, en France. 

## Situation et accès
Il s'agit de l'une des rues du quartier du Vieux-Lille qui relie la rue Royale à la Façade de l'Esplanade et donne accès à la rue Sainte-Catherine. La rue se situe dans le prolongement de la rue Voltaire et constitue avec la rue de la Halle et la rue des Bateliers un axe perpendiculaire aux rues Royale et Saint-André. 

## Origine du nom
Son nom honore la mémoire de Pierre Colpin militaire français tué en 1923 assassiné par des allemands lors de l’occupation de la Ruhr.

## Historique
La rue est ouverte sous le nom de rue d’Anjou dans  le quartier créé lors de l'agrandissement de la ville vers la Citadelle et le nord en 1670 à la suite de la conquête de Louis XIV. Une caserne de ce nom y aurait été installée à l’origine. Elle fut renommée rue du Lieutenant-Colpin en 1951.

## Bâtiments remarquables et lieux de mémoire
- Hôtel Van der Cruisse de Waziers à l’angle de la rue Royale
- Au numéro 25 hôtel d’architecture Empire classé
- Au numéro 27 un hôtel de style éclectique à pignon néo-flamand construit en 1893
- Aux numéros 2,3,4, 11 Maisons de premier et second rang d’architecture  fin XVIIe siècle, début XVIIIe siècle du quartier Royal

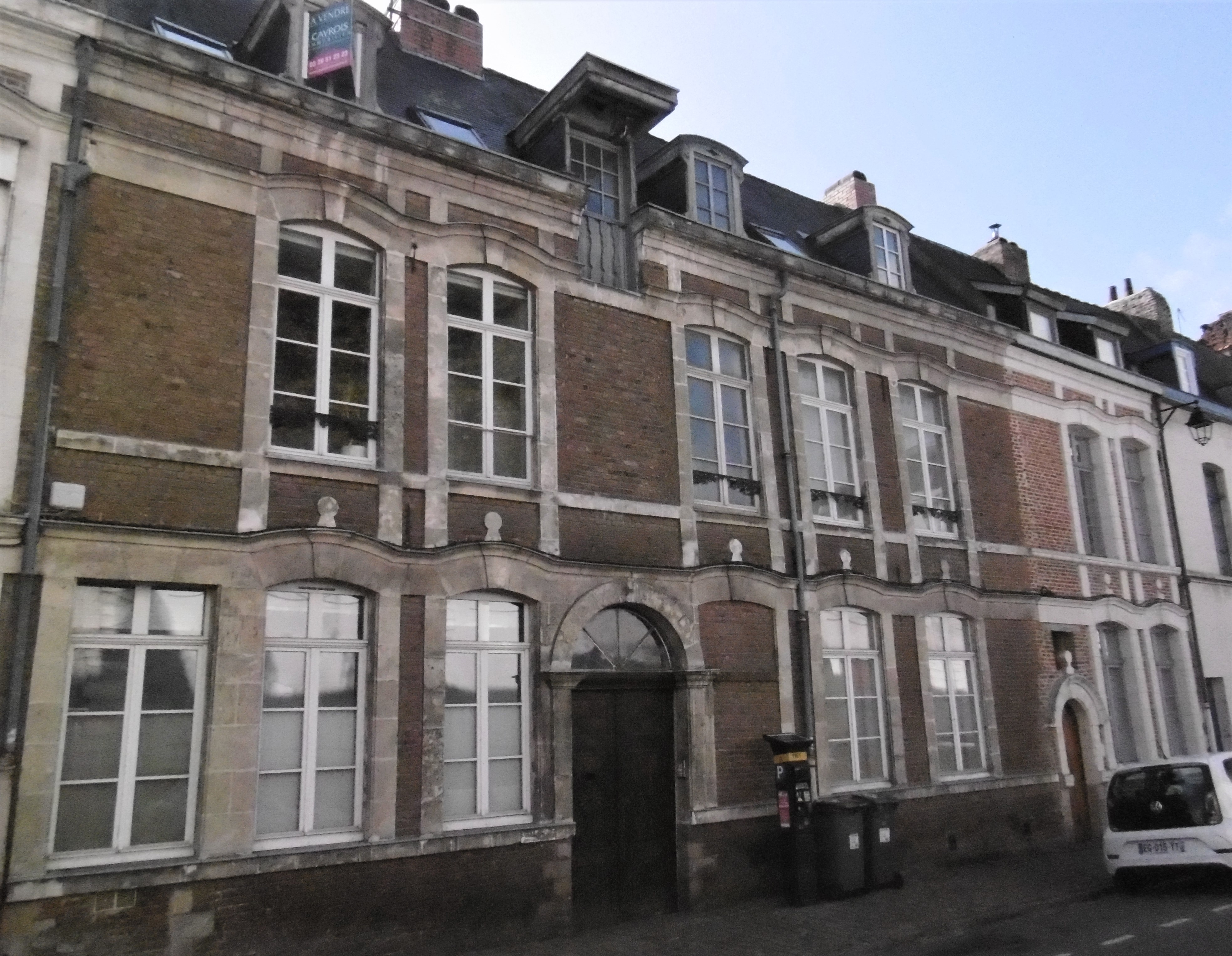
n° 3 Maison premier rang
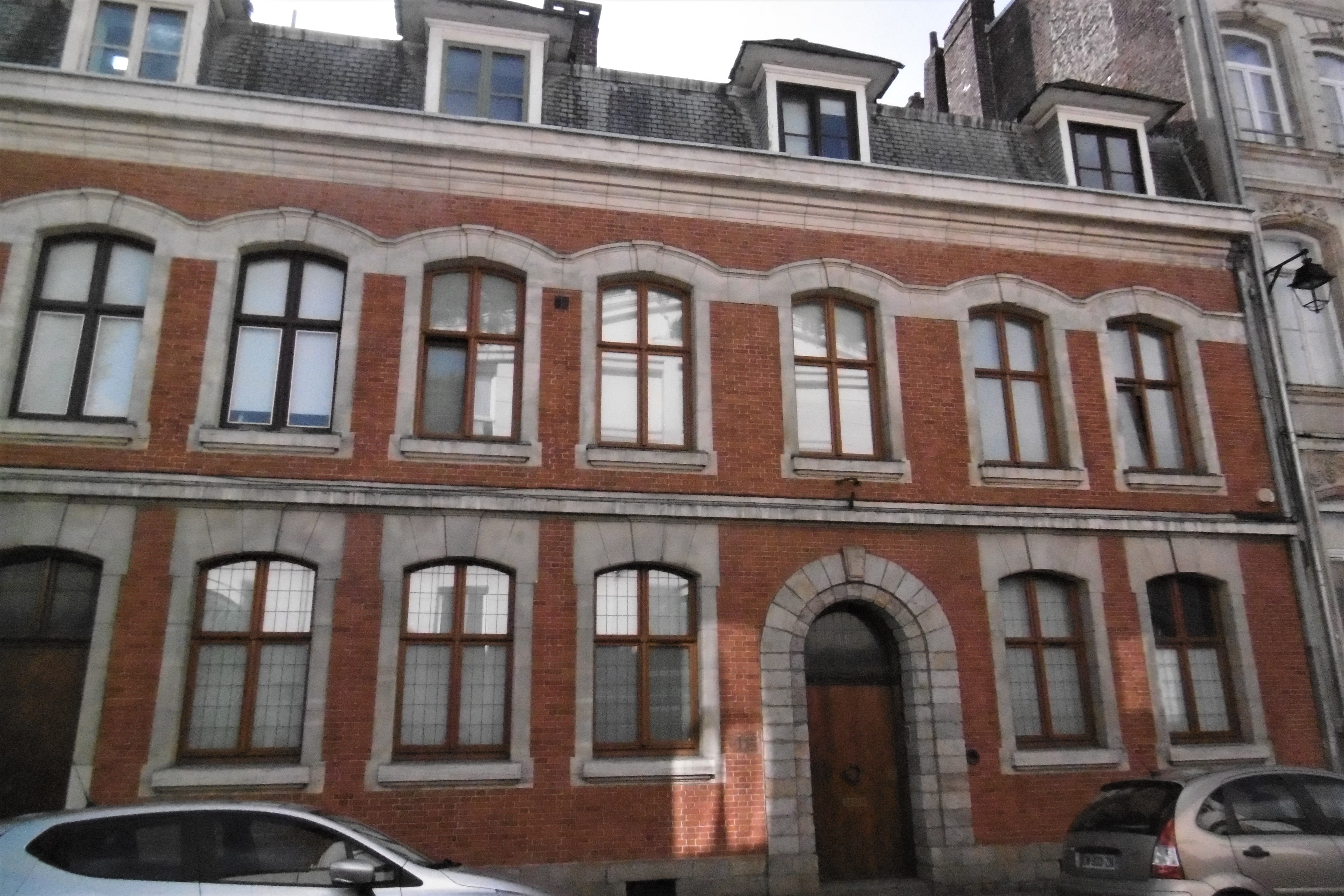
n° 11 Maison premier rang
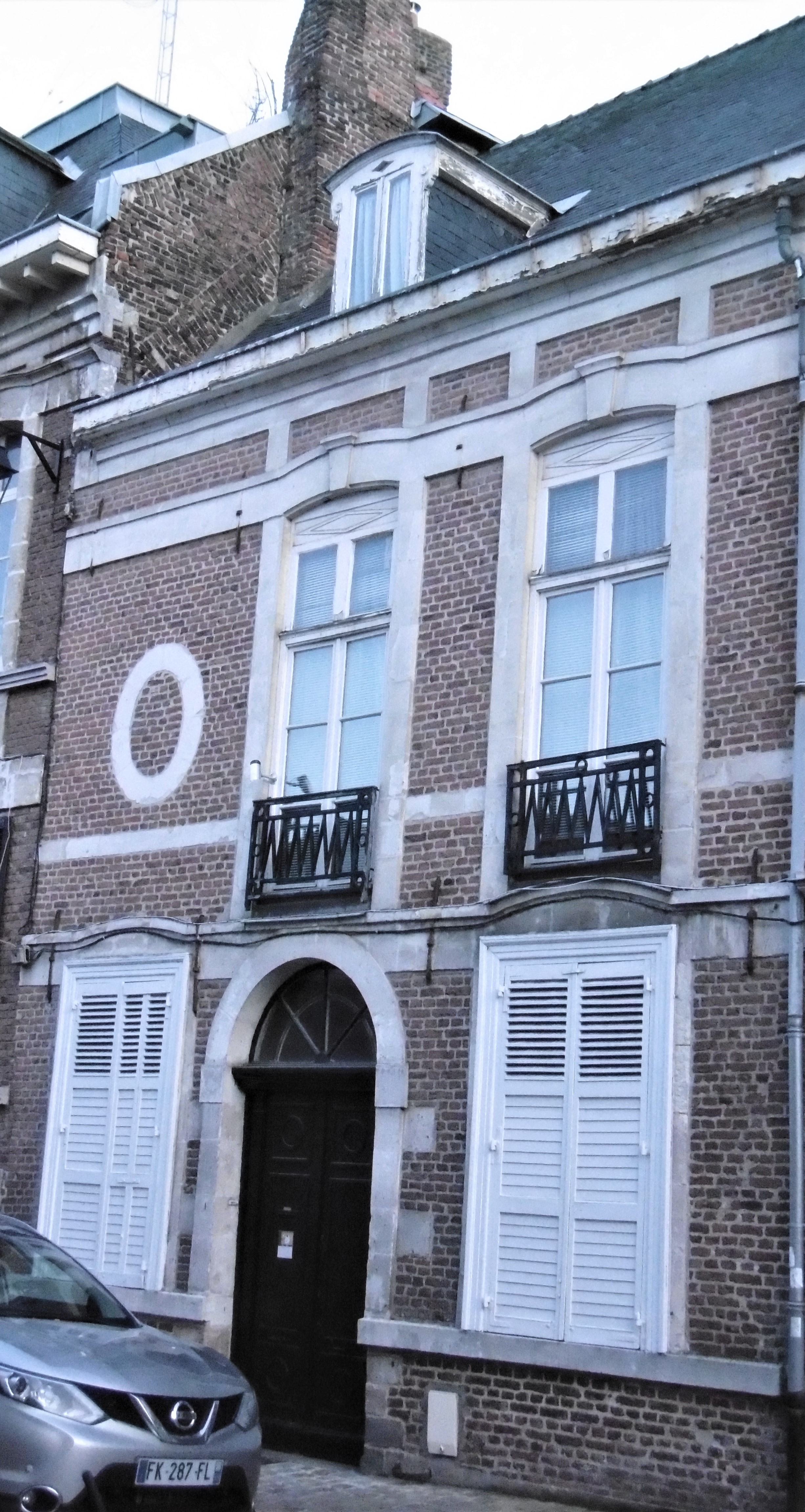
second rang